# 罗雄街道
罗雄街道，是中华人民共和国云南省曲靖市罗平县下辖的一个街道办事处。
2013年10月20日，云南省人民政府批复同意撤销罗雄镇，设立罗雄街道、腊山街道。

## 行政区划
罗雄街道下辖以下地区：
九龙社区、红星社区、团结社区、西关社区、羊者窝社区、外纳村、大明村、大洼子村、养马村、新寨村、圭山村、幸多禄村、中和村和补歹村。